# Leprolochus parahybae
Leprolochus parahybae là một loài nhện trong họ Zodariidae.
Loài này thuộc chi Leprolochus. Leprolochus parahybae được Cândido Firmino de Mello-Leitão miêu tả năm 1917.